# قائمة تصنيفات البرمجيات
يمكن تقسيم برمجيات الحاسوب لعدة أقسام، حسب نوعها، أو اسمها، أو مجال استخدامها

## التطبيقات
- محاسبة
- تخطيط موارد المشاريع
- مالية
- محرر نصوص

## بيانات
- برمجيات نسخ الأقراص المضغوطة
- الوصول للبيانات
- تحليل البيانات
- استرجاع البيانات
- نظام إدارة قواعد البيانات Database management system (DBMS)
- إدارة التقييمات الرقمية Digital Asset Management (DAM)
- نظام إدارة المستندات Document Management|Document Management System (DMS)
- برمجيات النسخ الاحتياطي Backup software
- مؤرشف الملفات

## مضاهاةEmulation
- صورة القرص
- مضاهي مشغل ألعاب فيديو

## ألعاب
- محرك ألعاب Game Engine

## برمجيات الرسومياتGraphics software
- برمجيات الرسوميات الحاسوبية ثلاثية الأبعاد
- برامج معالجة الصور
- طقم رسوميات Graphics suite
- عارض صور Image viewer
- محرر الرسوميات المتجهي Vector graphics editor

## برمجياتالإنترنت
- Booking system
- برنامج عميل بريد إلكتروني Email client
- مشاركة الملفات File sharing (P2P)
- عميل بروتوكول نقل الملفات FTP client
- محرر إتش تي إم إل HTML editor
- آي آر سي
- طقم إنترنت Internet suite
- تراسل فوري client
- قارئ بدون اتصال بالشبكة  [لغات أخرى]‏
- متصفح ويب

## برمجيات علمية Scientific software كرار
- برنامج رياضياتي Mathematical software

## برمجيات المكتب Office software
- طقم برمجيات المكتب Office suite
- PDF software  [لغات أخرى]‏
- مدير المعلومات الشخصية
- Project management[الإنجليزية]

## أنظمة تشغيلOperating system
تعمل كوسيط بين الجهاز والمستخدم
مثل : ويندوز ، دوس وغيرها من الأنظمة

## هندسة البرمجياتSoftware engineering
- نظام تتبع للعلل
- مترجم
- المصحح
- بناء البرمحيات
- تكامل متواصل
- بيئة تطوير متكاملة (IDE)
- نظام تحكم بالمراجعات
- مولد توثيق[الإنجليزية]

## الوسائط المتعددةMultimedia
- برامج تحرير الصوت
- مشغل وسائط
- برامج تحرير الفيديو

## برمجيات الأمن Security
- مضاد الفيروسات
- الجدار الناري
- التشفير (حاسوب)
  - تشفير الأقراص
- باسورد كراكينق/recovery/تدقيق أمان تقنية المعلومات

## برمجيات النظام System software
- أتمتة
- طريقة إدخال (IME)
- System optimizer
- إدارة المهام